# Travanca (Cinfães)
Travanca es una freguesia portuguesa del concelho de Cinfães, con 6,67 km² de superficie y 959 habitantes (2001). Su densidad de población es de 143,8 hab/km².